# Rhombifera caerulea
Rhombifera caerulea är en sjöpungsart som beskrevs av Pérès 1956. Rhombifera caerulea ingår i släktet Rhombifera och familjen Polycitoridae. Inga underarter finns listade i Catalogue of Life.